# Остін Епп
Остін Епп (Austin J. App, 1902 – 1984) — американський професор англійської середньовічної літератури в Скрентонському університеті (до війни) і Коледжу Ля Салль (після війни), багаторічний президент Федерації американських громадян німецького походження, ревізіоніст Голокосту. Остін Епп виступав перед аудиторією, стверджуючи, що Голокост був обманом. Він наполегливо  [Архівовано 19 листопада 2017 у Wayback Machine.] захищав німців і нацистську Німеччину.

## Біографія
В 1974 році він випустив книгу «Шахрайство із шістьма мільйонами: шантаж німецького народу числами, що шокують, сфальсифікованих трупів»,  у якій сформулював свої «Вісім аксіом», які на думку екстерміністів, стали для ревізіоністів голокосту свого роду Катехізисом:
1. Вирішуючи єврейське питання, Німеччина мала на увазі еміграцію, а не знищення євреїв. Якби мова йшла про знищення, то хіба півмільйона євреїв не залишилися б живими в концтаборах? А вони залишилися, перебралися в Палестину, і тепер - без утоми качають із Німеччини гроші.
2. У жодному з концтаборів на німецькій землі жодна людина не загинула в газовій камері, і усе більше й більше доказів того, що й в Аушвіці нікого не вбивали газом. Гітлерівських газових камер попросту не було. У тих же, що були в Аушвіці, проходила дезінсекція, а в крематоріях спалювали трупи тих, хто вмер від інших причин, у тому числі й від англо-американських бомбардувань.
3. Більшість євреїв, про долю яких нічого не відомо, родом були з територій, підконтрольних Радам, а не німцям.
4. У більшості випадків, коли євреїв ліквідували німці, мова йшла про підривні елементи, партизанів, шпигунів, саботажників - тобто про злочинців, покарання яких не забороняється міжнародним правом.
5. Коли б була хоч найменша ймовірність того, що нацисти дійсно знищили 6 мільйонів євреїв, то світове єврейство виділило б кошти на розслідування цього, а Ізраїль відкрив би свої архіви. Але цього не відбувається, а замість цього вони труять всіх ті, хто намагається викрити їхнє шахрайство. Що ж тоді ці «шість мільйонів» як не підробка? У євреїв і їх ЗМІ немає ні найменшого доказу правдивості їхніх казок. Всі визнання Гесса, Ейхмана й інших - вирвані під катуваннями або сфальсифіковані .
7. Не обвинувачуваним, а обвинувачам варто довести, що число жертв - 6 мільйонів, але талмудисти та більшовики примусили Німеччину до того, щоб платити й не ставити зайвих запитань .
8. Але й при розрахунках числа жертв, зроблених єврейськими вченими, виявляються такі абсурдні невідповідності, що відпадає всякий сумнів у тім, що для їхніх обвинувачень немає ніякої наукової основи.
Роботи Еппа надихнули на створення Інституту перегляду історії, заснованого в 1978 році і розташованого в Каліфорнії, який заперечує Голокост.
Епп "закидав" журнали, газети і політиків листами, в яких скаржився на Франкліна Д. Рузвельта за його вступ у Другу світову війну, без якого Гітлер міг би виграти війну. Епп прирівнює комуністів до євреїв, і покладає на них провину за післявоєнні проблеми, а не на нацистську Німеччину, яка розпочала війну. Він покладав відповідальність за проблеми Німеччини після війни на план, який не був введений в дію.
Він домагався, щоб шанс емігрувати до Сполучених Штатів отримали німці та австрійці, а не ті, що пережили Голокост.